# Campo de la Victoria

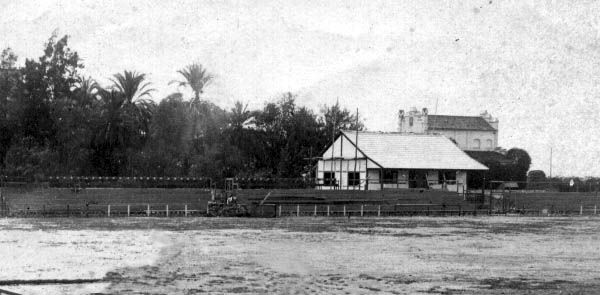
Una imagen del Campo de la Victoria.

El Campo de la Reina Victoria, fue un campo de fútbol que utilizó el Sevilla Fútbol Club para jugar los partidos como local entre 1918 y 1928. Era popularmente conocido como Campo de la Victoria, y estaba ubicado junto al actual paseo de la Palmera, que entonces se llamaba avenida de la reina Victoria.

## Historia
El campo se empezó a construir en 1917 porque el Club tuvo que abandonar el campo del Mercantil por necesidades urbanísticas, ya que se re-urbanizaba la zona de cara a la Exposición Iberoamericana de 1929, se ampliaba el terreno dedicado a la Feria de Abril y además se necesitaba un estadio con más aforo, dado la creciente afición al fútbol que se iba generando en Sevilla. Los terrenos para construir el nuevo estadio fueron alquilados a la marquesa de Esquivel. El campo solo tenía una grada de madera en el fondo sur. Los laterales eran montículos de tierra inclinada para que la gente viera el fútbol de pie. El cerramiento, era de lonas amarradas a postes de madera. Con el tiempo llegó a tener una pequeña enfermería. El nuevo campo se inauguró el 20 de octubre de 1918 en un partido entre el Sevilla F.C. y el Unión Sporting Club de Madrid. El estadio continuó en obras para lograr un aforo de 8.000 espectadores y se produjo al año siguiente una nueva inauguración en un partido contra el Real Madrid
En el campo de la Victoria, el club logró 9 copas de Andalucía y ganó varios partidos del campeonato de España. Fue el primer campo de Andalucía donde jugó la Selección Española de Fútbol. El partido se disputó el 16 de diciembre de 1923 ante Portugal, en el cual España se impuso por un resultado de 3-0.
Fue igualmente el primer campo de Andalucía en que se disputó una final de la Copa del Rey, el 10 de mayo de 1925 entre el F. C. Barcelona y el Arenas de Guecho, con victoria del conjunto catalán por dos a cero.
En 1928, el Club se vio obligado a trasladarse a un nuevo campo, el Estadio de Nervión ubicado en el barrio homónimo, debido a un pleito con los propietarios del terreno que lo vendieron a los organizadores de la Exposición Iberoamericana de 1929.